# Акиле-хатун
Акиле́ (Рукие́)-хату́н (тур. Akile (Rukiye) Hatun; ок. 1607, Стамбул — после 1630, там же) — вторая жена султана Османа II и мать двоих его детей.

## Биография
Акиле принадлежала к одной из самых знатных семей улемов в истории Османской империи. Отцом девушки был шейх-уль-ислам Хаджизаде Мехмед Эсад-эфенди, который был сыном Хаджи Садеддина-эфенди — воспитателя Мурада III, муфтия, историка, автора Tac üt-tevarih и основателя династии религиозных деятелей.
Брак между Османом II и Акиле был заключён в 1622 году за несколько месяцев до убийства султана. Этот брак послужил причиной охлаждения отношений между отцом Акиле и Османом II; кроме того, этот брак нарушал придворную традицию, согласно которой султану полагалось избегать династических альянсов, в частности с женщинами-мусульманками. Появление в султанском гареме свободной мусульманки с исключительной родословной вызвало недовольство в народе.
Осман был смещён и убит в мае 1622 года; Акиле среди прочих наложниц была выслана в Старый дворец, где в ноябре 1622 года она родила близнецов — Зейнеп и Мустафу. Оба ребёнка скончались в следующем году. После смерти детей Акиле было позволено вернуться в дом отца, где она оставалась до 1627 года, когда вышла замуж за Ганизаде Надири-эфенди. Акиле умерла после 1630 года и была похоронена на кладбище в Эюпе.
Историк Лесли Пирс предполагает, что Акиле никогда не была в гареме султана, поскольку её появление в гареме, состоявшем сплошь из рабов, нарушило бы вековые устои. Вместо этого, она проживала в одном из дворцов или павильонов, принадлежавших султанской семье.

## В культуре
- В сериале «Великолепный век: Кёсем Султан» роль Акиле исполнила актриса  Бахар Селви.